# Perina sunda
Perina sunda är en fjärilsart som beskrevs av Holloway 1999. Perina sunda ingår i släktet Perina och familjen tofsspinnare. Inga underarter finns listade i Catalogue of Life.